# Leopold von Neumann
Leopold von Neumann (Zaleszczyki (Galícia), 1811. október 23. – Gries bei Bosen, 1888. december 7.) német jogtudós.

## Életútja
Csernyivciben járt gimnáziumba, majd a lembergi és bécsi egyetemeken tanult jogot. 1840-től a bécsi Theresianumban oktatott. 1849 és 1883 között a nemzetközi jognak és statisztikának a tanára volt a bécsi egyetemen, ugyanitt 1867-68-ban rektor, illetve 1856-57-ben a jogi kar dékánja volt. 1869-től az urak házának tagja, a bárói méltóságot érdemei jutalmául nyerte.

## Művei
- Handbuch des Konsulatswesens. (A konzulátusi ügy kézikönyve) Wien, 1854
- Grundriß des heutigen europäischen Völkerrechts. (A mai európai nemzetközi jognak alapelvei) Wien, 1855
- Das Verhältnis Schleswig-Holsteins zu Dänemark. Wien, 1864

Plusonnal együtt kiadta a Recueil des traités et conventions conclus par l'Autriche avec les puissances étrangéres depuis 1763 (1885-88, 18 kötet).

## Fordítás
- Ez a szócikk részben vagy egészben  a   Leopold von Neumann című német Wikipédia-szócikk fordításán alapul.  Az eredeti cikk szerkesztőit annak laptörténete sorolja fel. Ez a jelzés csupán a megfogalmazás eredetét és a szerzői jogokat jelzi, nem szolgál a cikkben szereplő információk forrásmegjelöléseként.